# William Justin Gregor
William Justin Gregor (Trewarthenick, 25 de dezembro de 1761 — 11 de junho de 1817) foi um Bispo e mineralogista inglês que descobriu o elemento químico titânio.

## Biografia
Nasceu na Cornualha, filho de Francis Gregor e Mary Copley. Foi educado na Escola de Gramática de Bristol, onde se interessou pela química. Graduou-se na Faculdade de St John (Cambridge) em 1784. Posteriormente, transferiu-se para Diptford em Devon, casando-se com  Charlotte Anne Gwatkin em 1790.
Após uma breve  permanência em  Bratton Clovelly  transferiu-se permanentemente para  a reitoria de Cornwall. Ali iniciou uma análise química notavelmente exata dos minerais de pegmatita (denominado de "Cornish Stone", na Europa).
De um mineral local, uma forma de ilmenita do "Vale Menaccan", isolou um metal desconhecido que denominou menaccanita em homenagem ao nome do Vale. Em  1795 Martin Heinrich Klaproth descobriu um novo metal (titânio) no mineral rutilo, demonstrando ser o mesmo elemento encontrado por Gregor. Gregor encontrou mais tarde o mesmo metal num corindon do Tibete, e numa turmalina de uma mina local de estanho.
Nunca permitindo que seu trabalho científico interferisse com seus deveres pastorais, foi também pintor de paisagens, estampador e músico. Morreu de tuberculose em 1817, sendo enterrado na sua própria igreja.